# Bernard Diomède
Bernard Nicolas Thierry Diomède (Saint-Doulchard, Francia, 23 de enero de 1974) es un exfutbolista francés, de ascendencia Guadalupense, se desempeñaba como extremo y se retiró en 2006 jugando para el Clermont Foot.

## Clubes
| Club          | País       | Año         | Partidos | Goles |
| AJ Auxerre    | Francia    | 1992 - 2000 | 176      | 30    |
| Liverpool FC  | Inglaterra | 2000 - 2002 | 2        | 0     |
| AC Ajaccio    | Francia    | 2002 - 2004 | 47       | 9     |
| US Créteil    | Francia    | 2004 - 2005 | 12       | 4     |
| Clermont Foot | Francia    | 2005 - 2006 | 11       | 1     |

## Palmarés

### Campeonatos nacionales
| Título          | Club       | País    | Año  |
| --------------- | ---------- | ------- | ---- |
| Ligue 1         | AJ Auxerre | Francia | 1996 |
| Copa de Francia | AJ Auxerre | Francia | 1996 |

### Campeonatos internacionales
| Título         | Equipo (*) | Sede    | Año  |
| -------------- | ---------- | ------- | ---- |
| Copa Intertoto | AJ Auxerre | Auxerre | 1997 |
| Copa Mundial   | Francia    | Francia | 1998 |

- Datos: Q372046
- Multimedia: Bernard Diomède / Q372046